# Soriguera
|  | Aquest article tracta sobre el poble i municipi vigent. Si cerqueu l'antic municipi, vegeu «Soriguera (antic municipi)». |

Soriguera és un poble i municipi de la comarca del Pallars Sobirà. A partir del 1972, durant uns anys s'anomenà com a municipi Soriguera i Estac. És al terç sud d'aquesta comarca. El cap municipal és actualment la vila de Vilamur, i inclou l'entitat municipal descentralitzada de Tornafort. Ja pertanyia a l'antic municipi de Soriguera, del qual era el cap de districte municipal, abans que hi fos afegit el d'Estac.
La majoria de l'antic terme de Soriguera és a la Vall de Soriguera, antigament anomenada Vall de Siarb, formada pel Riu del Cantó i tots els seus afluents. La part sud-oest, però, és a la carena que tanca aquesta vall per aquella mateixa banda.
El poble de Soriguera és uns 12 quilòmetres al sud-est del cap de comarca, Sort, a poc més de 2,5 de l'actual cap de municipi, Vilamur, a uns 750 metres a ponent del poble de Llagunes, tot i que entre els dos no hi ha comunicació directa a causa de la profunda vall que els separa. Alhora, es troba a poc més de dos quilòmetres a llevant de Puiforniu. És a la zona central de l'antic municipi de Soriguera, i a la zona oriental de l'actual municipi ampliat.
A llevant de la població, a la dreta del Riu de Llagunes i a l'esquerra del Barranc de Coma-sarrera, hi ha les ruïnes de la Mola del Sastre, antic molí fariner i bataner convertit en central hidràulica que donà llum a Soriguera entre els anys 20 del segle XX i el 1972.

## Geografia
- Llista de topònims de Soriguera (Orografia: muntanyes, serres, collades, indrets..; hidrografia: rius, fonts...; edificis: cases, masies, esglésies, etc).

L'actual terme de Soriguera és, com ja ha quedat dit, fruit de la seva ampliació l'any 1972 amb l'afegitó de l'antic municipi d'Estac. Entre els dos, s'ha arribat a l'extensió actual de 106,39 km².
Es tracta d'una zona molt muntanyosa, amb cims que s'aproximen als 2.000 metres a migdia i als 2.500 al nord, sobretot al nord-est. Una part important del terme municipal és dins del Parc Natural de l'Alt Pirineu. Emmarcat a llevant pel Port del Cantó, al nord-est per la Torreta de l'Orri i pel Tossal del Puial a migdia, el terme de Soriguera és, bàsicament, la vall del Riu del Cantó i de tots els seus afluents, a més del Barranc de Santa Maria i del Barranc del Cós, afluents un de l'altre i directament de la Noguera Pallaresa, i, al nord, la Llau de la Bardaleda, que també aiguavessa directament en el riu que pren el nom de la comarca. Tot l'antic terme és a l'esquerra d'aquest riu.
Vegeu el perímetre del terme, així com les unitats geogràfiques el formen, als articles sobre els antics municipis de Soriguera i Estac.
Termes municipals limítrofs:
| Sort         | Sort i Rialb | Llavorsí i les Valls de Valira |
| Baix Pallars |              | Montferrer i Castellbò         |
| Baix Pallars | Baix Pallars | Castellàs                      |

### Entitats de població
| Entitat de població | Habitants (2023) |
| Vilamur             | 91               |
| Baro                | 58               |
| Malmercat           | 45               |
| Estac               | 43               |
| Escós               | 41               |
| Llagunes            | 35               |
| Tornafort           | 33               |
| Soriguera           | 25               |
| Arcalís             | 24               |
| Embonui             | 20               |
| Mencui              | 11               |
| Puiforniu           | 6                |
| Rubió               | 4                |
| Freixa              | 1                |
| Savarneda           | 0                |
| Llavaners           | 0                |
| Font: Idescat       |                  |

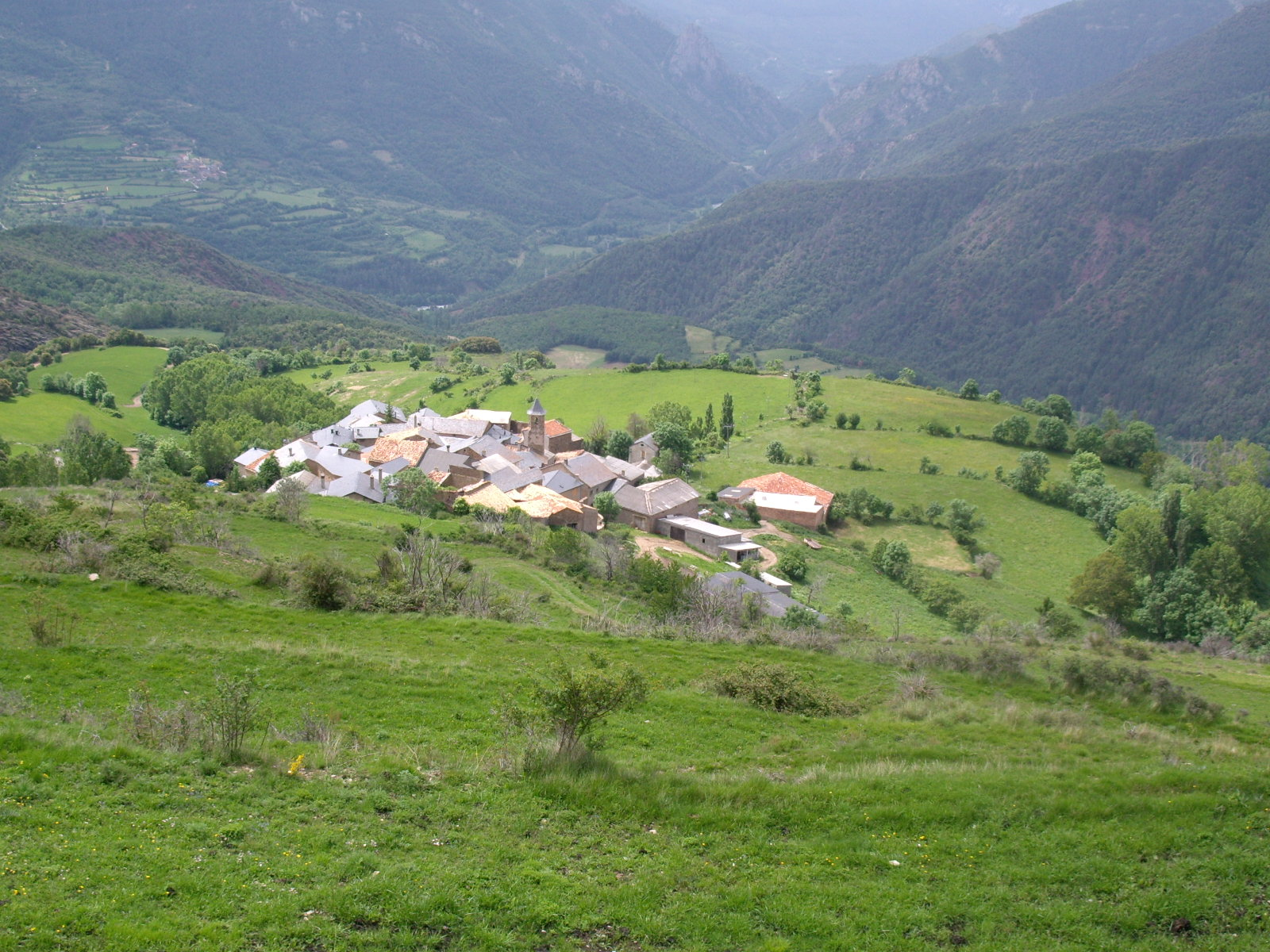
El poble d'Estac

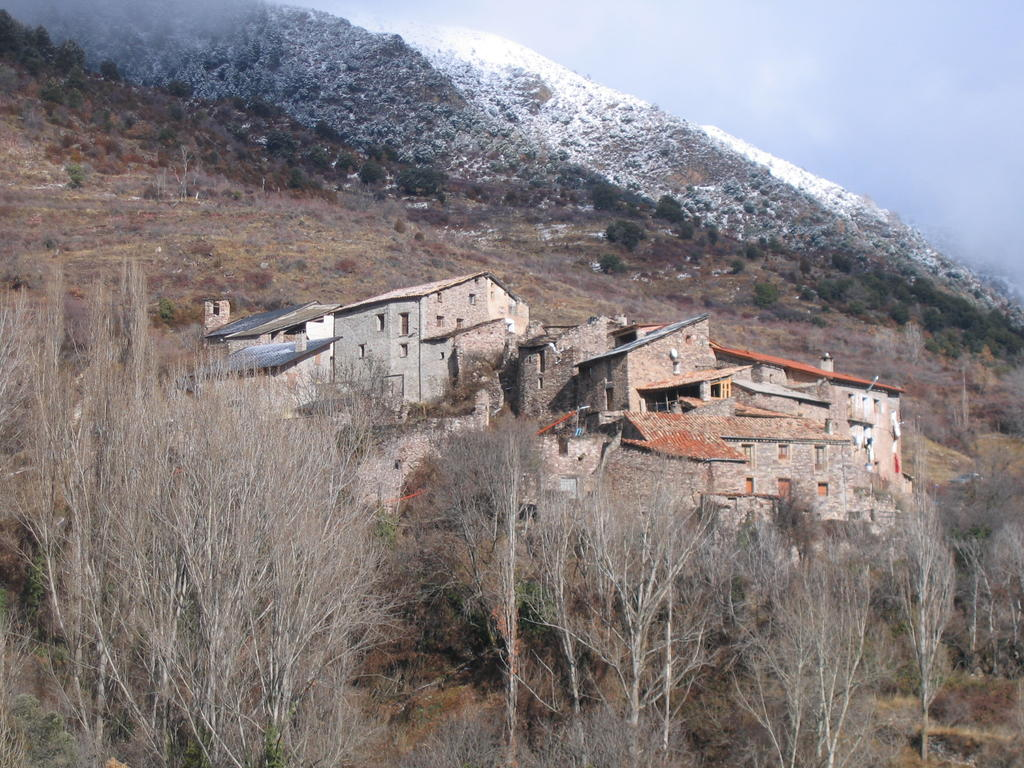
El poble de Mencui

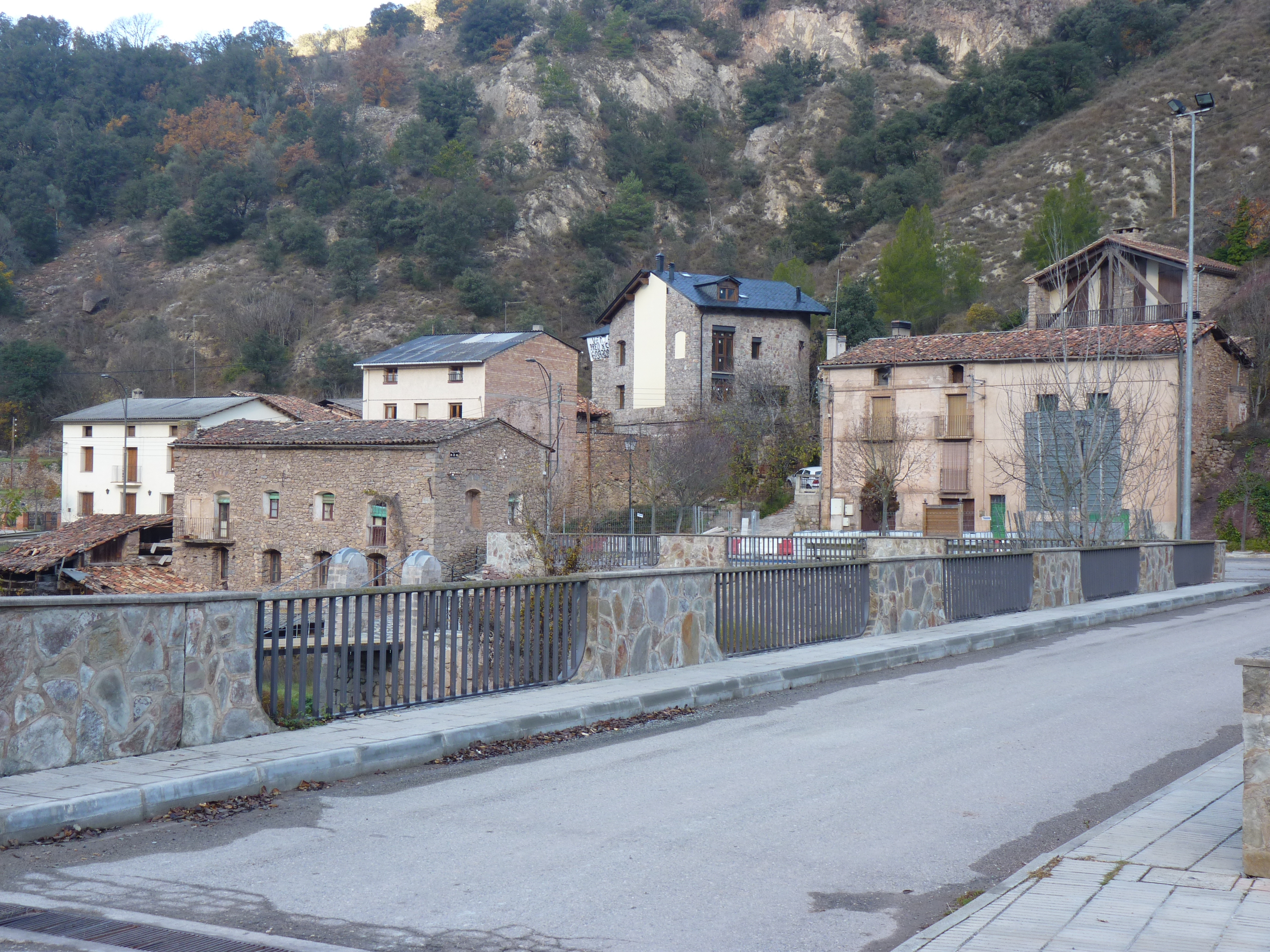
El poble de Baro

Pobles del terme municipal de Soriguera. Antic terme d'Estac

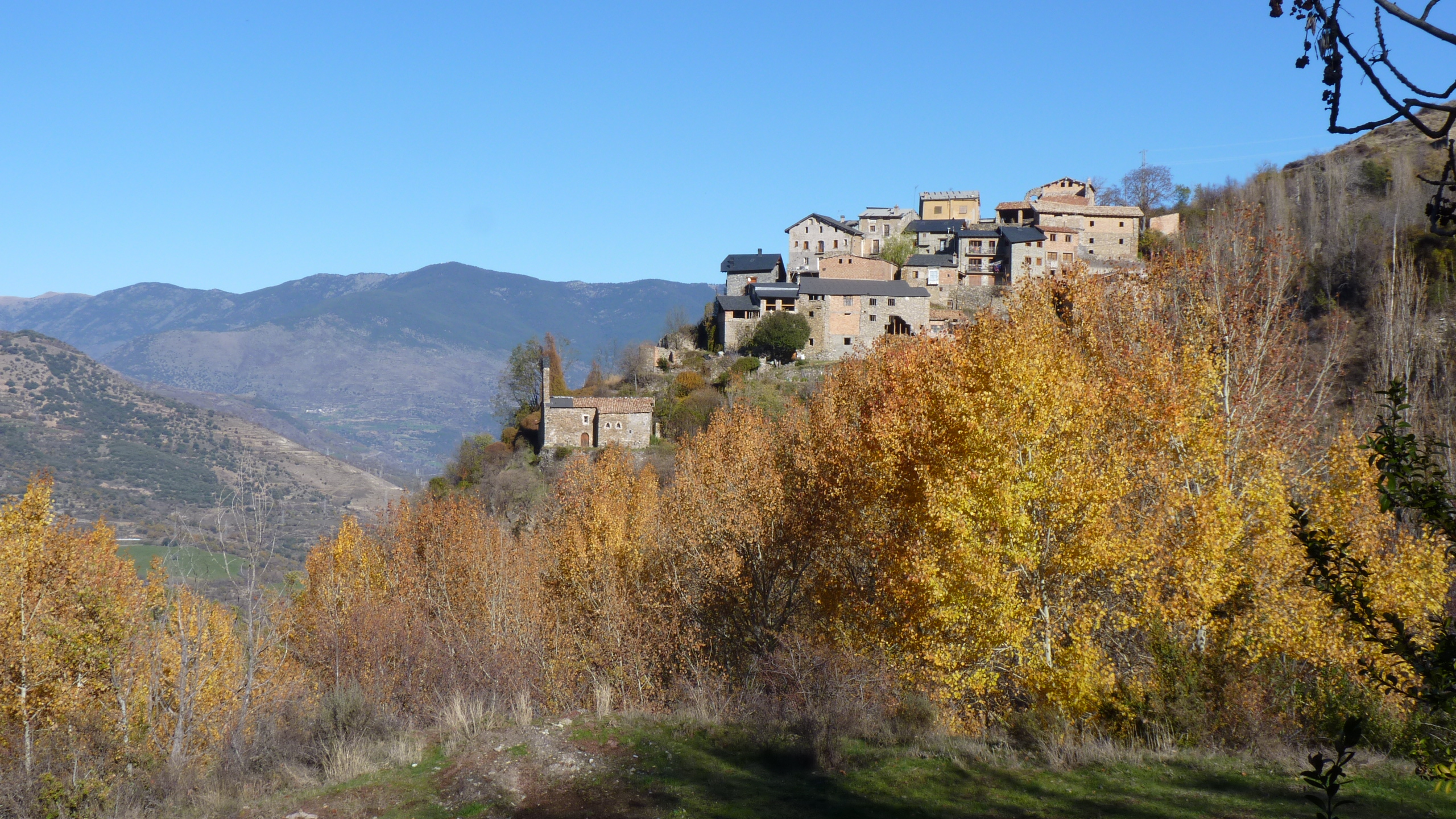
El poble de Malmercat

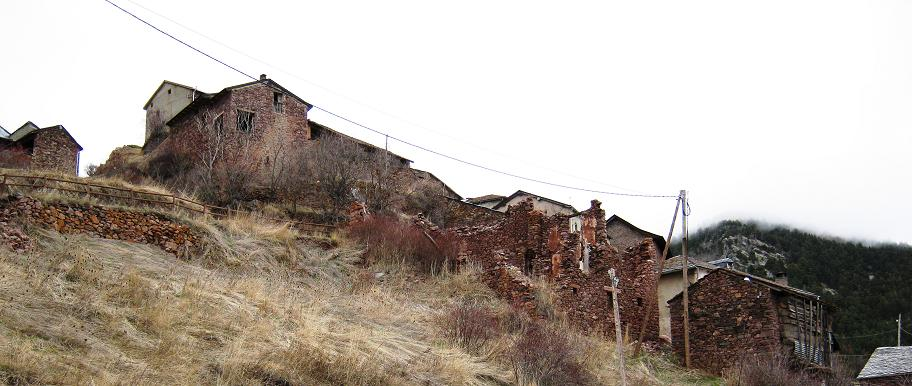
El poble de Rubió

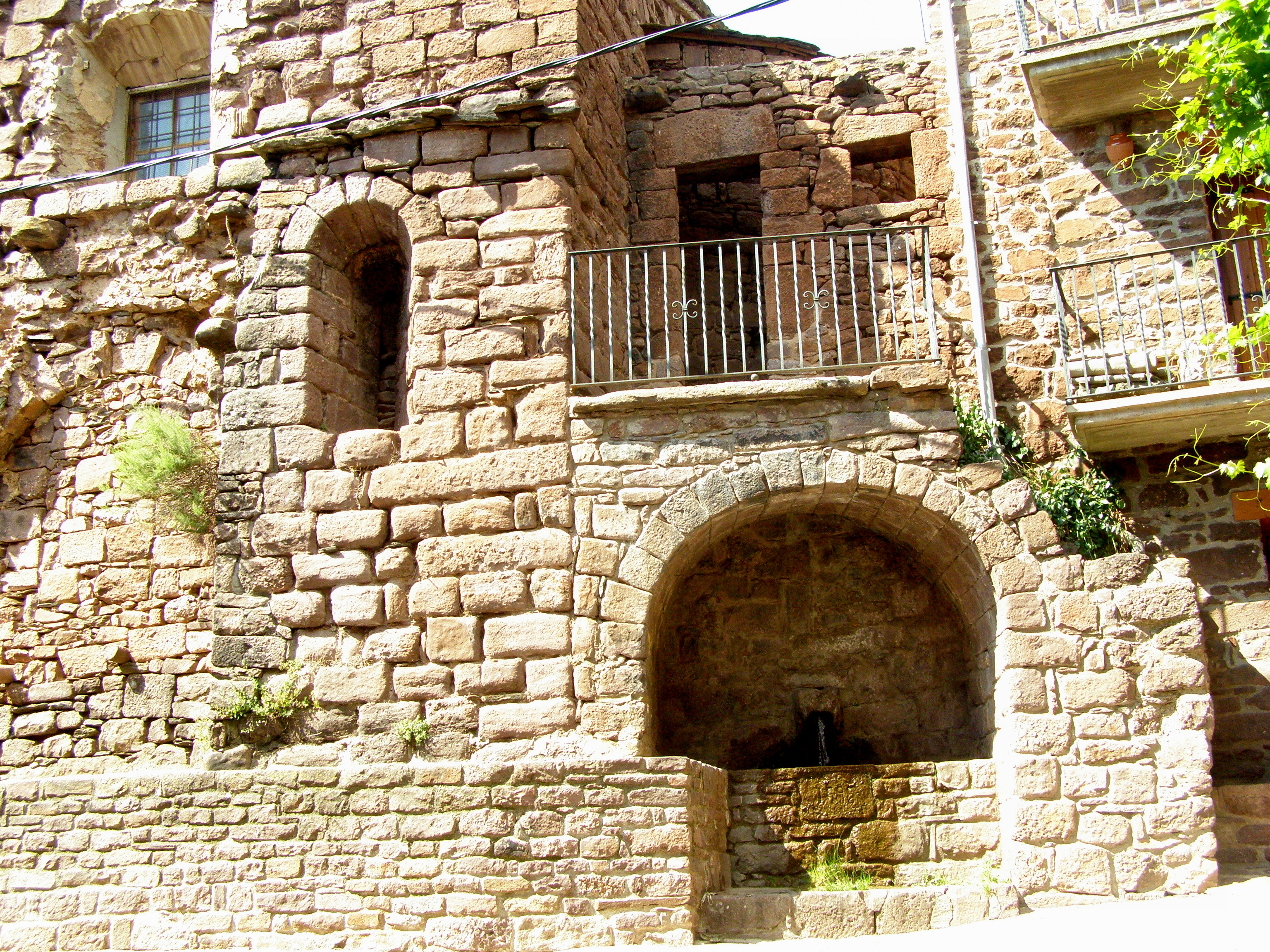
El poble de Vilamur

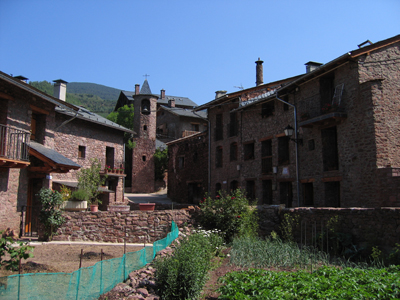
El poble de Llagunes

- El poble d'Arcalís
- El poble d'Escós
- El poble d'Estac
- El poble de Mencui

Pobles del terme municipal de Soriguera. Antic terme de Soriguera
- El poble d'Embonui
- El poble de Llagunes
- L'antiga caseria de Llavaners
- El poble de Malmercat
- El poble de Puiforniu
- El poble de Freixa
- El poble de Rubió
- L'antic poble de Saverneda
- El poble de Soriguera
- El poble de Tornafort
- El poble de Vilamur

### El poble de Soriguera
Malgrat ser el poble que dona nom al municipi, es tracta d'un poble petit, que actualment no ostenta ni tan sols la capitalitat del seu municipi (recau en Vilamur). El poble és a la vora dreta del riu del Cantó, esglaonat en una petita carena, amb un desnivell d'una 50 metres d'altitud entre les cases més baixes i les més altes. L'església de Santa Eulàlia és a la part alta, prop de l'extrem nord-est.
Les cases del poble
- Casa Dot
- Casa Ferrer
- Casa Molineret
- La Rectoria
- Casa Tonet
- Casa Toni
- Casa Torres

## Història
En el seu terme hi ha el poblat ibèric de Santa Creu, que data de l'any 1600 aC. També hi ha la cista megalítica de la Llosa del Comdat, on aparegueren materials del període històric del bronze mitjà. L'element que defineix més bé la història medieval del terme de Soriguera és l'existència del Vescomtat de Vilamur, abans Vescomtat de Pallars, tan influent al llarg de la història tant al Pallars Sobirà com al Jussà. També cal esmentar la nissaga o llinatge medieval dels Malmercat amb seu al castell de Malmercat (segles XI al XIV) i la nissaga dels Copons de Malmercat (segles XV al XIX). El 1553 Xuriguera registrava cinc focs poblacionals (uns 25 habitants). Pascual Madoz dedica un article breu del seu Diccionario geográfico... a Soriguera. S'hi llegeix que és una localitat cap d'un ajuntament que comprèn Rubio de Sort, Malmercat, Llagunes, Puigforniu i Llevanés, Tornafort, Freixa i Vilamur. És en terreny aspre i desigual. El seu clima és bastant sa. Tenia en aquell moment 14 cases, església annexa de Junyent i bones aigües potables. Les terres són muntanyoses i de mitjana qualitat en alguns llocs. S'hi collien grans, llegums, patates i pastures. S'hi criaven ramats, i hi havia tota mena de caça. Comptava amb 5 veïns (caps de casa) i 27 ànimes (habitants).

### L'Ajuntament

#### Alcaldes
- Joan Cortina i Bullich (1979 - 1991)
- Manuel Muñoz i Coll (1991 - 2003)
- Vicenç Mitjana i Rabasa (2003 - 2011)
- Albert Vilardell i Capell (2011 - 2015)
- Xavier Pedemonte Garcia (2015 - 2017)
- Josep Ramon Fondevilla i Isús (2017 - 2019)
- Josep Ramon Fondevilla i Isús (2019 - actualitat)

#### Regidors
Des del 1979, Soriguera ha tingut els regidors següents: Marc Adua Collado, Sebastià Arcalís Bosch, Albert Arcalís Vidal, Josep Besolí Coll, Xavier Bigordà Escales, Josep Bigordà Ponsico, Alfons Bigordà Portella, Maurici Boldú Pla, Josep Cabré Grau, Pere Colom Prió, Rosa Colom Prió, Joan Cortina Bullich, Josep Cortina Bullich, Jordi Cortina Carrera, Càndida Cortina Roquet, Maria del Pilar de Visa Riu, Josep Ramon Fondevilla Isús, Lluís Font Vigatà, Josep Maria Fort Canut, Lluís Isanta Carrera, Jesús Martín Martín, Vicenç Mitjana Rabasa, Josep Mora Julià, Manuel Muñoz Coll, Norbert Orobitg Carné, Valentí Sacristà Mateo, Sílvia Sapiña Torguet, Bonaventura Vidal Arcalís, Josep Vidal Font, Albert Vilardell Capell, Laia Batalla Carrera i Edgar Espada Figuerola.

#### Legislatura2019-2023
| Candidatura | Candidatura | Cap de llista                 | Vots | Regidors | % vots |
| ----------- | ----------- | ----------------------------- | ---- | -------- | ------ |
|             | VIU-ERC-AM  | Josep Ramon Fondevilla i Isús | 170  | 5        | 63,43  |
|             | APS         | Núria Garcia Quera            | 95   | 2        | 35,45  |
| Total       | Total       | 265                           | 265  | 7        |        |

- Josep Ramon Fondevilla Isus (VIU-ERC-AM), Alcalde
- Josep Lluis Pique Subirana (VIU-ERC-AM), Regidor
- Immaculada Torras Lucas (VIU-ERC-AM), Regidora
- Anna Vidal Cortina (VIU-ERC-AM), Regidora
- Albert Prio Colom (VIU-ERC-AM), Regidor
- Núria Garcia Quera (APS), Regidora
- Gerard Giménez Pérez (APS), Regidor

Cal comptar, a més, amb l'existència de tres EMD (Entitat Municipal Descentralitzada), al llarg del segle XX: la d'Arcalís i la de Rubió (suprimides totes dues el 1992), a més de la de Tornafort (creada el 2004, l'única actualment existent).

## Demografia[4]del poble de Soriguera
| 1497 f | 1515 f | 1553 f | 1717 | 1787  | 1857  | 1877  | 1887  | 1900 | 1910 |
| ------ | ------ | ------ | ---- | ----- | ----- | ----- | ----- | ---- | ---- |
| 132    | 105    | 117    | 962  | 1.162 | 1.570 | 1.343 | 1.152 | 962  | 869  |

| 1920  | 1930  | 1940 | 1950 | 1960 | 1970 | 1981 | 1990 | 1992 | 1994 |
| ----- | ----- | ---- | ---- | ---- | ---- | ---- | ---- | ---- | ---- |
| 1.155 | 1.111 | 911  | 850  | 762  | 425  | 257  | 281  | 304  | 304  |

| 1996 | 1998 | 2000 | 2002 | 2004 | 2006 | 2008 | 2010 | 2012 | 2014 |
| ---- | ---- | ---- | ---- | ---- | ---- | ---- | ---- | ---- | ---- |
| 309  | 298  | 308  | 325  | 327  | 337  | 360  | 377  | 370  | 377  |

| 2016 | 2018 | 2020 | 2022 | 2024 | 2026 | 2028 | 2030 | 2032 | 2034 |
| ---- | ---- | ---- | ---- | ---- | ---- | ---- | ---- | ---- | ---- |
| 408  | 399  | 420  | 429  | 444  | -    | -    | -    | -    | -    |

El 1847 incorpora Freixa, Llagunes, Malmercat, Puiforniu, Rubió, Tornafort i Vilamur; i el 1975, Estac, que havia incorporat el 1847 Arcalís, Escós, Baro i Mencui.
| 1857 | 1888 | 1900 | 1910 | 1920 | 1930 | 1940 | 1950 | 1960 | 1970 | 1981 | 1991 | 2000 | 2002 | 2004 | 2006 | 2008 | 2010 | 2011 |
| ---- | ---- | ---- | ---- | ---- | ---- | ---- | ---- | ---- | ---- | ---- | ---- | ---- | ---- | ---- | ---- | ---- | ---- | ---- |
| 39   | 35   | 28   | 25   | 41   | 40   | 30   | 30   | 36   | 39   | 18   | 10   | 19   | 17   | 19   | 17   | 19   | 17   | 17   |

## Economia
Tot i que l'economia tradicional de Soriguera estava articulada a l'entorn del sector primari, la diversitat del terme permetia activitats diverses. La ramaderia, sobretot de bestiar boví, era la base principal, atesa l'abundor de pastures en la part del terme més enlairada; l'explotació del bosc i l'agricultura eren activitats, tanmateix, no gens menyspreables. Els principals conreus eren de sègol, patates, mongetes i alfals. La cacera era també abundant, sobretot de perdius, conills i llebres, i a la Noguera Pallaresa s'hi pescaven força truites. A dia d'avui, es podria dir que la base de l'economia actual és essencialment la mateixa.
L'activitat industrial quedava reduïda, als segles xviii i xix, als molins fariners. N'hi havia tres: Molí d'Ermengol, Molí de Franquet i Molí del Bisbe.

## Comunicacions
Actualment hi ha dues vies de comunicació per arribar al poble de Soriguera. Prenent en totes dues la vila de Sort com a punt de partença, les carreteres que hi menen són:
- La N-260, que arrenca del sector de migdia de la vila de Sort per adreçar-se, fent nombrosos retombs a causa de l'alçada que ha de guanyar aquesta carretera, cap al sud-est. Sortint de Sort en el punt quilomètric 280, la carretera travessa la Noguera Pallaresa i s'enfila cap al Serrat de la Comella del Cortal. Sortint de Sort a 648,3 metres d'altitud, quan la carretera assoleix el punt quilomètric 269, abans del qual hi ha el trencall cap a Soriguera, arriba als 1.294,8. Des d'aquest lloc la Carretera de Soriguera mena a aquest poble en quasi un quilòmetre i mig més, baixant en aquest tram uns 100 metres d'altitud.

- La LV-5131, que arrenca de la carretera anterior quasi tres quilòmetres al sud de Sort, per travessar la Noguera Pallaresa i menar a Saverneda en menys d'un quilòmetre, i després enfilar-se per l'Obaga de Malmercat. Va deixant trencalls, a través dels quals es va a Malmercat i Tornafort. Just en arribar al trencall cap a aquest darrer poble, la LV-5131 s'acaba, formalment, en el seu punt quilomètric 6,5, però és continuat per una bona pista de muntanya asfaltada, la Carretera de Puiforniu, per dur, a través d'un trencall, primer a Llavaners, i després directament a Puiforniu. Des d'aquest darrer poble surt la Carretera de Soriguera a Puiforniu, també asfaltada, que mena fins al poble de Soriguera. Aquesta carretera fa també molts revolts, però és més regular, en tot el seu conjunt, tot i que és uns tres quilòmetres més llarga que l'anterior.

No hi ha mitjans de transport públic cap a Soriguera. Sí fins a Vilamur: la línia Sort - la Seu d'Urgell atén el transport de passatgers sempre que l'estat de la carretera al Port del Cantó ho permet, doncs pot haver-hi fortes restriccions de circulació en èpoques de nevades i de glaç. Hi ha un sol autobús en cada direcció al dia.

## Llocs d'interès
- Museu del Despoblat de Santa Creu de Llagunes.[5]